# Тарангул
Тарангу́л (каз. Торанғұл) — село у складі Єсільського району Північноказахстанської області Казахстану. Адміністративний центр Тарангульського сільського округу.
До 16 серпня 1971 року село називалось Азія.
Населення — 490 осіб (2021; 487 у 2009, 521 у 1999, 642 у 1989).
Національний склад станом на 1989 рік:
- росіяни — 64 %.